# Moonshot AI
Moonshot AI (chiń. 月之暗面; pinyin Yuè Zhī Ànmiàn) – firma zajmująca się sztuczną inteligencją i rozwijająca duże modele językowe. Firma przyciągnęła znaczące inwestycje i zyskała rozgłos dzięki swojemu chatbotowi Kimi.

## Historia
Moonshot został założony w marcu 2023 roku przez Yang Zhilin, Zhou Xinyu i Wu Yuxin.
Yang oświadczył, że jego celem Moonshot AI jest zbudowanie modeli fundamentalnych umożliwiających stworzenie ogólnej sztucznej inteligencji.
W październiku 2023 firma wypuściła swojego chatbota Kimi wspierający język chiński.
Początkowa wycena firmy Moonshot szacowano na 300 mln USD, po początkowym finansowaniu w wysokości 60 mln USD i 40 pracownikami.
W lutym 2024 Alibaba Group przewodziła rundzie finansowania o wartości 1 mld USD, co podwyższyło wycenę firmy do 2,5 mld USD.
W sierpniu 2024 Tencent i Gaorong Capital wsparli finansowanie Moonshot kwotą 300 mln USD, co podwyższyło wycenę firmy do 3,3 mld USD. W listopadzie 2024 grupa inwestorów złożyła wniosek o arbitraż przeciwko współzałożycielowi i CTO, twierdząc, że rundy finansowania przeprowadzono bez uzyskania wymaganej zgody niektórych inwestorów.

## Produkty

### Kimi
W październiku 2023 Moonshot uruchomił swojego pierwszego chatbota opartego na sztucznej inteligencji Kimi. Stał się rywalem Ernie Bota od Baidu.
20 stycznia 2025 roku wydano Kimi k1.5. Firma Moonshot twierdzi, że jej wydajność dorównuje wydajności OpenAI o1 w zakresie matematyki, programowania i możliwości rozumowania multimodalnego.
W lipcu 2025 firma opublikowała Kimi K2, duży model językowy z 1 bln parametrów. Model ten wykorzystuje architekturę opartą na mieszance ekspertów, w której podczas wnioskowania aktywnych jest 32 miliardy parametrów. K2 został wytrenowany na 15,5 bln tokenów danych i jest udostępniany na podstawie zmodyfikowanej licencji MIT.

### Skalowanie uczenia się przez wzmacnianie
W swoim raporcie technicznym modelu Kimi K1.5 Moonshot przedstawia metody uczenia się przez wzmacnianie, które ich zdaniem pozwoliły modelowi osiągnąć najnowocześniejsze możliwości rozumowania porównywalne z modelem o1 od OpenAI. Naukowcy zauważają, że kluczowym było skalowanie długiego kontekstu i ulepszene metody optymalizacji polityki, bez polegania na złożonych technikach, takich jak przeszukiwanie drzewa metodą Monte Carlo czy modele nagradzania procesu.